# Labre à tête de mouton
Semicossyphus reticulatus
Espèce
Synonymes
- Cossyphus reticulatus Valenciennes, 1839

Statut de conservation UICN

 DD  : Données insuffisantes
Le Labre à tête de mouton (Semicossyphus reticulatus) est une espèce de poissons de couleur grise vivant dans les mers du Japon, de Chine et Corée du Sud. Il habite les mers peu profondes et les bancs de coraux et se nourrit de mollusques et de crustacés.

## Description
Il fait partie des plus grands labres, pouvant atteindre une taille de 1 m et un poids de 14,7 kg.
Il possède une tête particulière avec un bulbe proéminent.
Le jeune est très différent de l’adulte : ses écailles sont d’un vif jaune-orangé, avec une bande blanche qui part de l’œil et se termine à la queue ; sa queue et ses nageoires sont noires, et il ne possède pas de bulbe sur le haut de la tête.
À l'âge adulte, le labre arbore une couleur gris-rosé.

## Reproduction
La sexualité du labre à tête de mouton est très spéciale : le jeune obtient sa maturité de femelle vers 3 à 6 ans (en fonction de son environnement) puis se transforme en mâle au bout de plusieurs années, selon plusieurs facteurs comme le poids, la taille et l'environnement. Les femelles les plus grosses se transforment en mâle généralement vers l'âge de 10 ans. Il devient le mâle "dominant" du groupe et se bat contre d'autres mâles pour garantir sa place. S'ensuit un mode de reproduction spécifique. Le labre choisit la femelle avec laquelle il veut s'accoupler et l'emmène près de la surface de l'eau pour ce faire. 
Mais il ne se bat pas seulement contre des mâles d'autres groupes. En effet, les femelles de son propre groupe, celles avec les plus grosses têtes et âgées d'une dizaine d'années, entament leur transformation en mâle. Pour cela, il faut que les conditions nécessaires à ce changement soient respectées. Le mâle en devenir s'isole et des processus biochimiques ont lieu. Certaines enzymes cessent la production d'hormones sexuellement féminines et permettent la production d'hormones sexuellement masculines, tel que la testostérone,. Quand cette période se termine, le nouveau mâle adopte des comportements agressifs de mâle dominant et se bat contre le mâle déjà présent. Celui qui gagne le combat reste et l'autre se voit obliger de trouver un autre groupe à dominer.
Ces stratégies évolutives évitent l'extinction de l'espèce.

## Menaces
Ce poisson est sujet à la pêche intensive, même s’il n’est pas le préféré des Japonais. Les passionnés de pêche sont attirés par les jeunes poissons.

## Image
- image